# Sara Rue
Sara Rue (Nova Iorque, 26 de janeiro de 1979) é uma atriz norte-americana, conhecido pela participação na série A Series of Unfortunate Events .